# Chapelle de Careil
La chapelle de Careil est un lieu de culte catholique situé à Careil, un village de la commune de Guérande, dans le département français de la Loire-Atlantique.

## Description
Située sur le coteau de Guérande surplombant les marais salants de Guérande, il ne s'agit pas d'une chapelle paroissiale mais d'une frairie, nom donné au groupement d'habitants d'un village cimenté par un esprit communautaire. La chapelle avait pour vocation de faciliter la vie religieuse du village éloigné du centre de Guérande et de son église paroissiale.
Aujourd'hui dédiée à saint Matthieu, la chapelle de Careil eut d'abord saint Just comme saint patron puis saint Cado, comme le rappelle la statue derrière l'autel.

## Histoire
La frarie remonte au XVIIe siècle. Les noms des prêtres chapelains sont connus depuis 1690 à la Révolution : messire Pabois (1690), Jean Morice (1708), Guinolay Berthelot (1715), Jean Renimel (1725), Jean de Brissac (1764) et René Anézo (1767-1789).
Les fidèles déposaient les offrandes sur l'autel dédié à Saint-Cado (blé, avoine, laine, lin et quelques pièces de monnaies) et l'argent récolté servait à l’entretien de la chapelle. Un compte de l'année 1755 mentionne 24 livres et 12 sols pour des rénovations et investissement et laisse penser qu’il y avait plusieurs statues. L’adjucation des dons avait lieu à la saint Mathieu le 21 septembre, jour de grande foire de Careil qui a persisté jusqu’au début du XXe siècle.

## Architecture
La chapelle est formée d'une simple nef sans transept, recouverte d'une charpente à deux pentes couverte d'ardoises s'appuyant sur des pignons débordant. Seul le clocheton central rappelle le caractère religieux de l'édifice.

### Aspects extérieurs
L'arc ogival du portail suggère le style gothique. L'élément en accolade avec ses fleurons et animaux indique approximativement la datation de cette façade à la fin du XVe siècle ou début du XVIe siècle. Le chevet plat est d'une grande simplicité. La présence des blasons souligne le rôle des familles ayant financé l'édification de la chapelle.

### Aspects intérieurs
La chapelle au XVIIe siècle avait deux autels, un principal dédié à Notre-Dame la Blanche et l’autre à saint Cado.
Les lambris de la charpente sont aujourd'hui manquants. La chapelle est connue pour ses sablières sculptées. Le style de ces macarons sculptés est un mélange de gothique (représentations de chien/serpent, de vache/dragon, de chèvre jouant du biniou...) et de classique italien avec des masques grotesques d'hommes et de femmes.

## Galerie

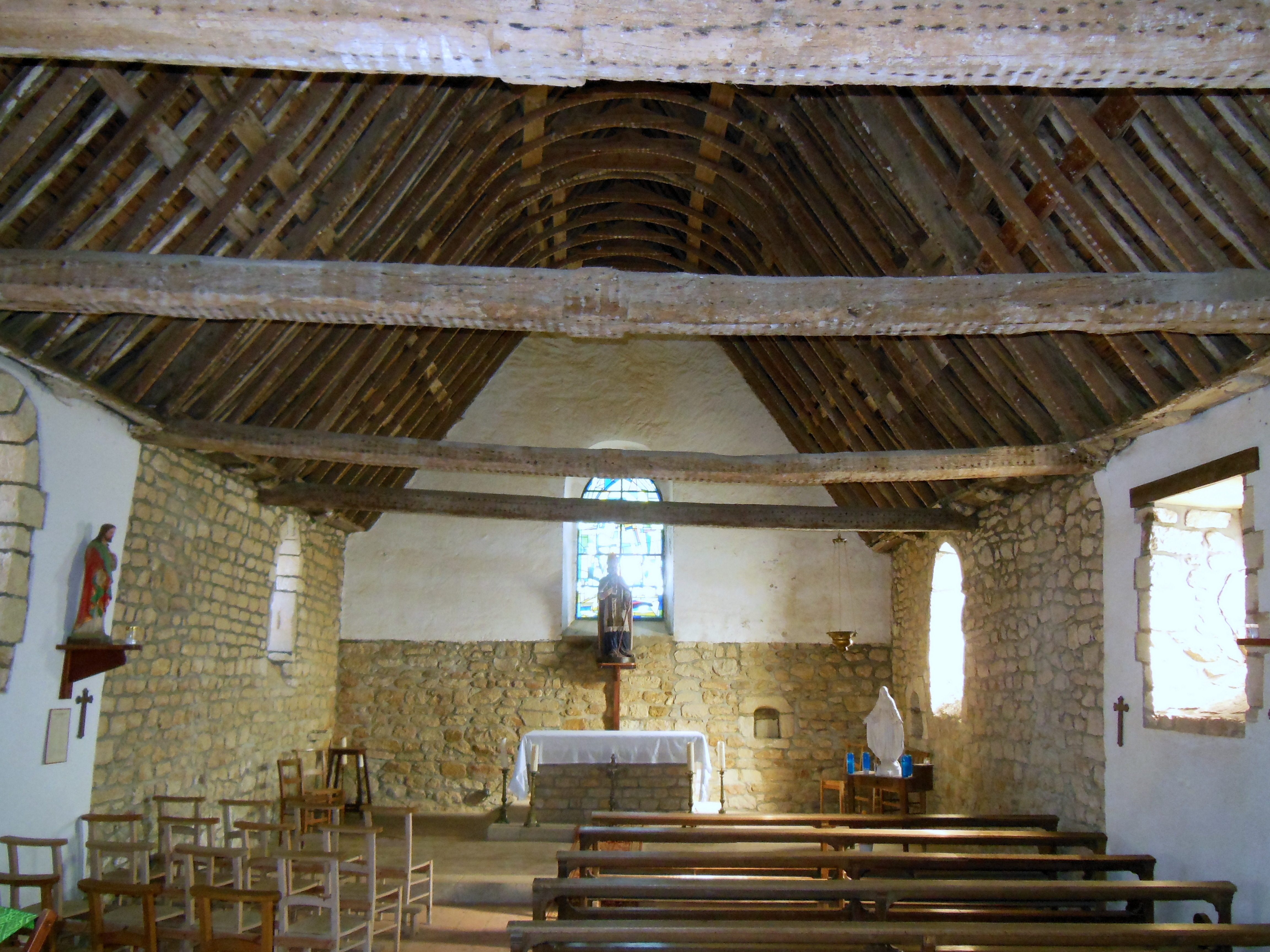
Nef de la chapelle.
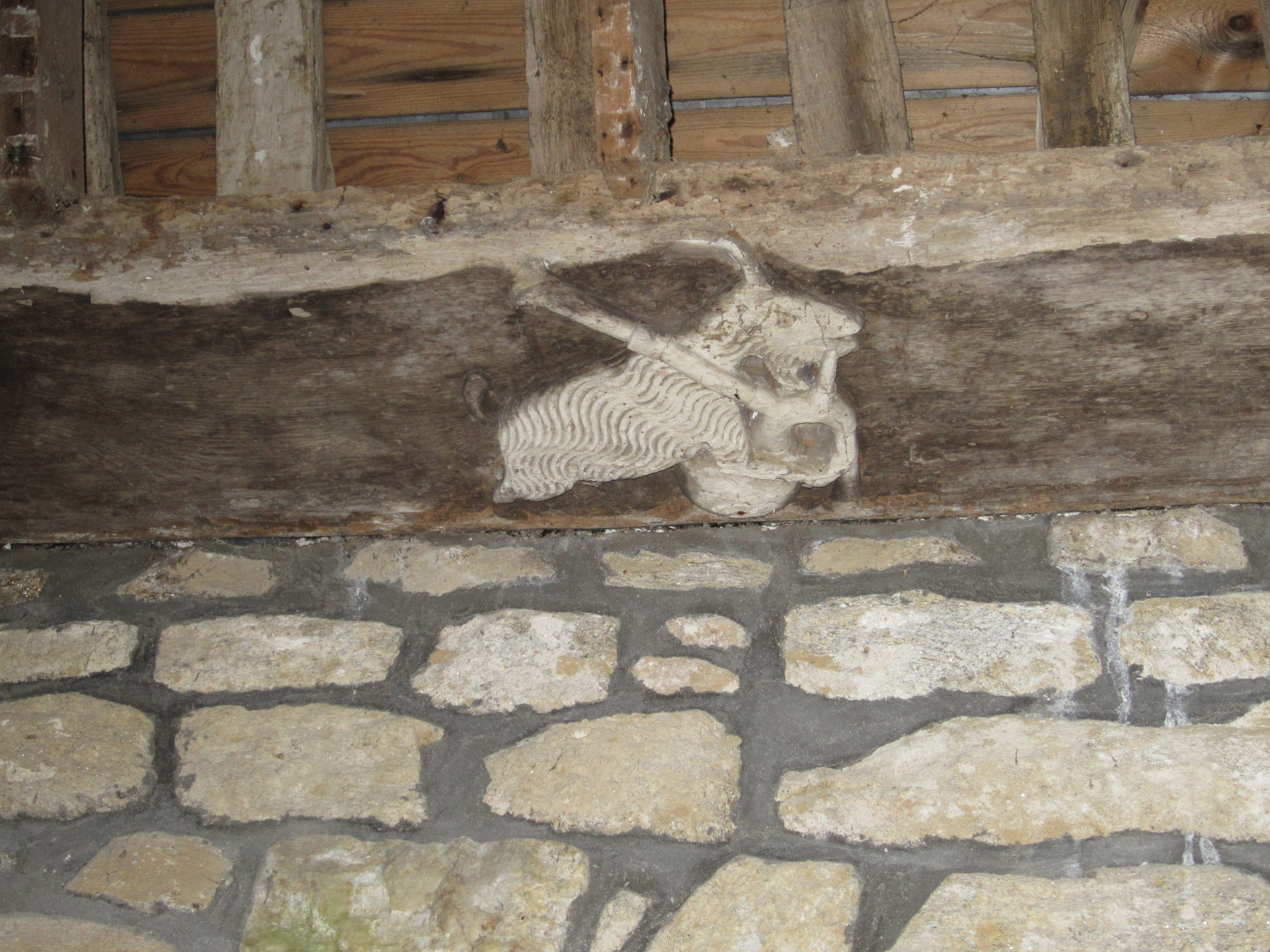
Sablière sculptée (chèvre jouent du biniou).
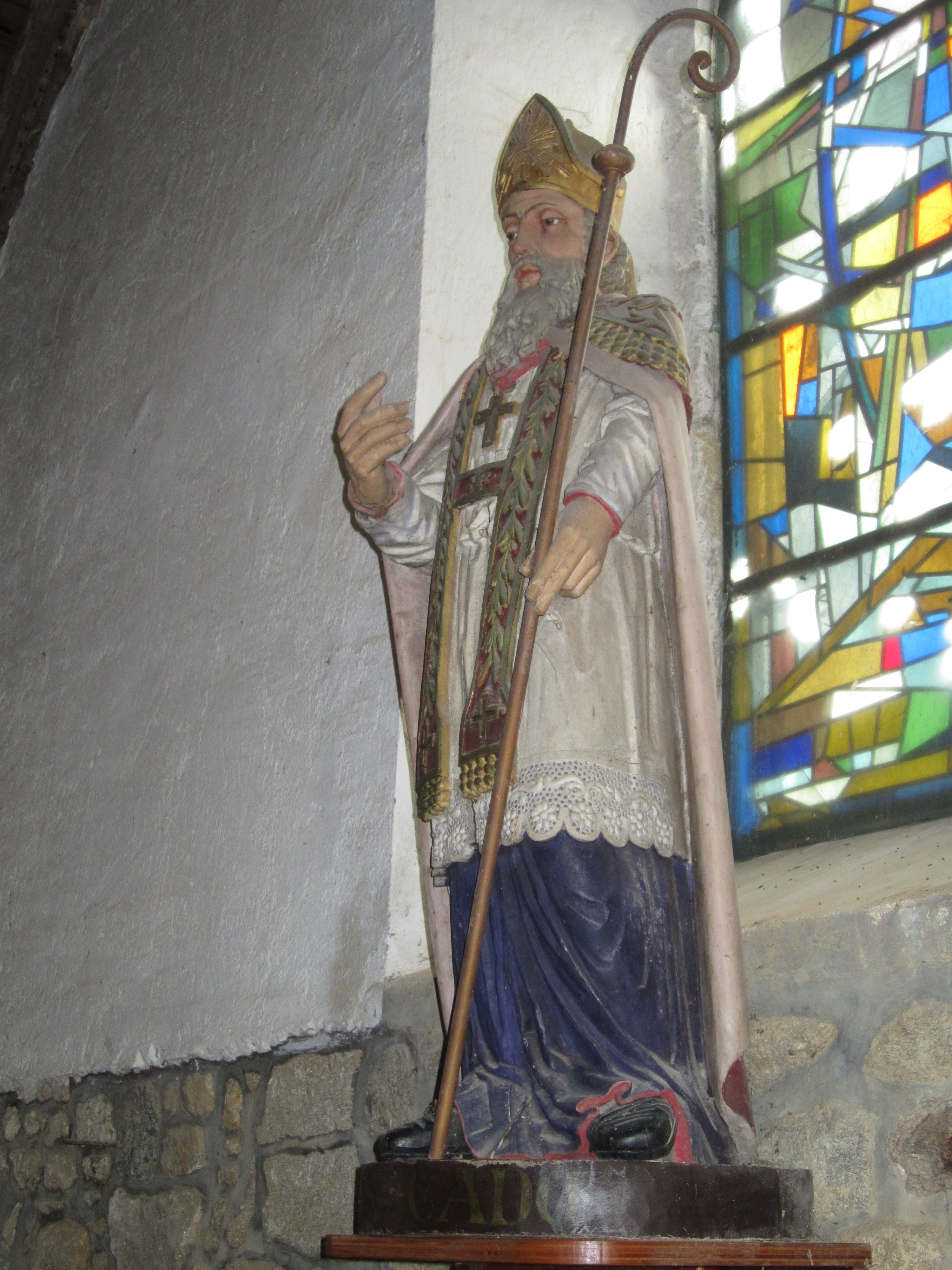
Statue de saint Cado.
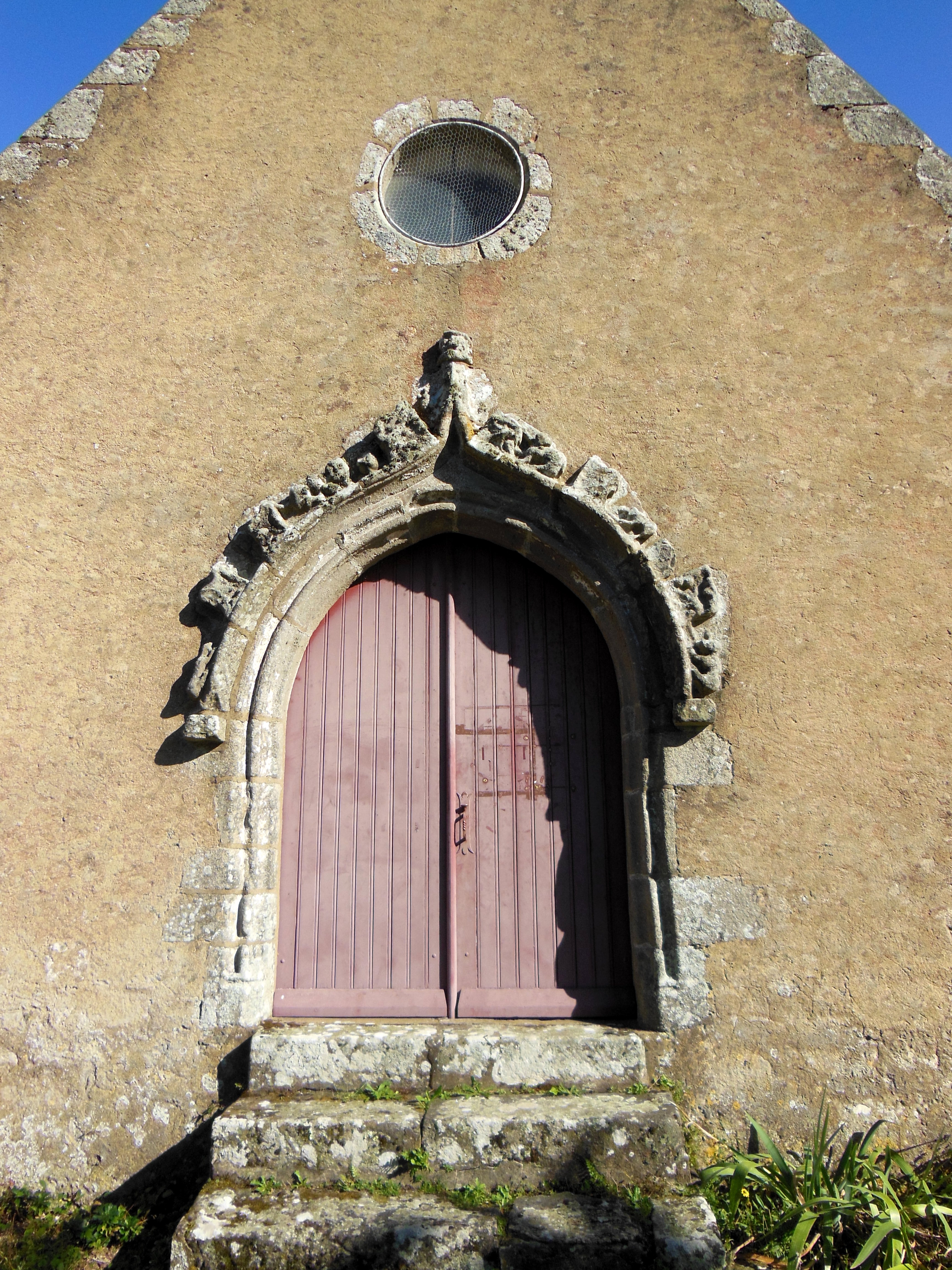
Portail ogival.